# Alstom Citadis

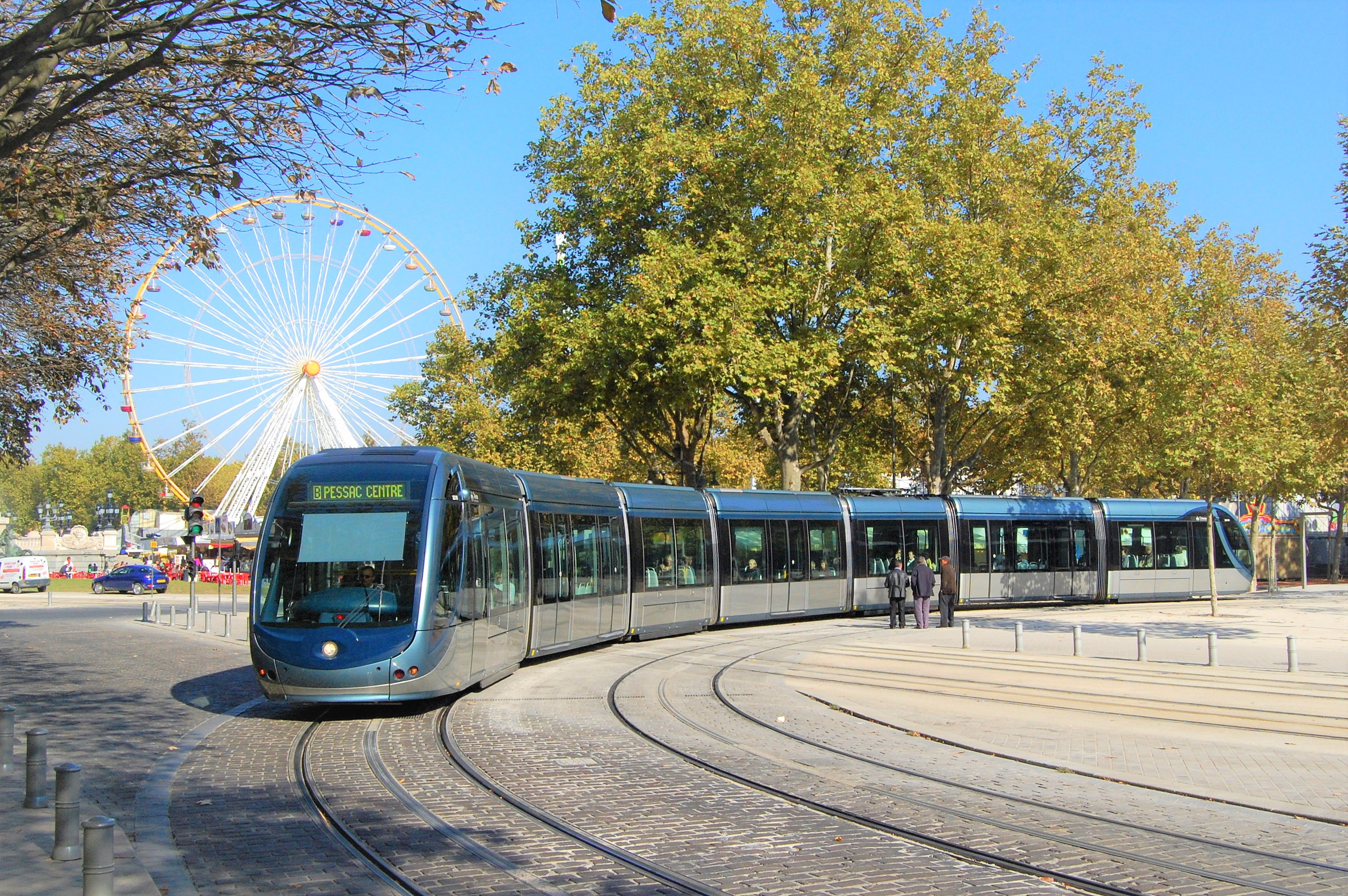
Um Citadis 402 em Bordeaux

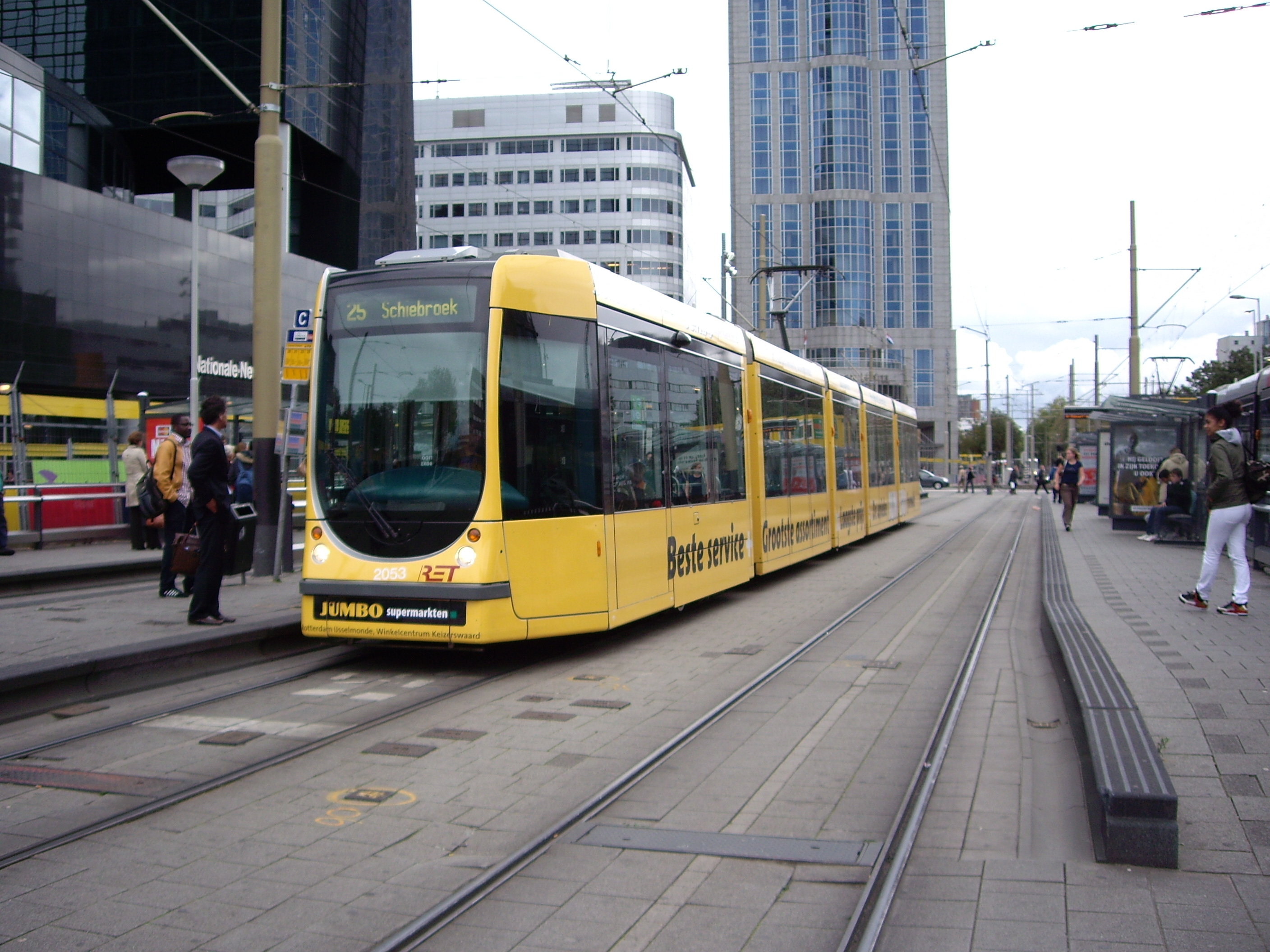
Um Citadis 302 em Roterdã

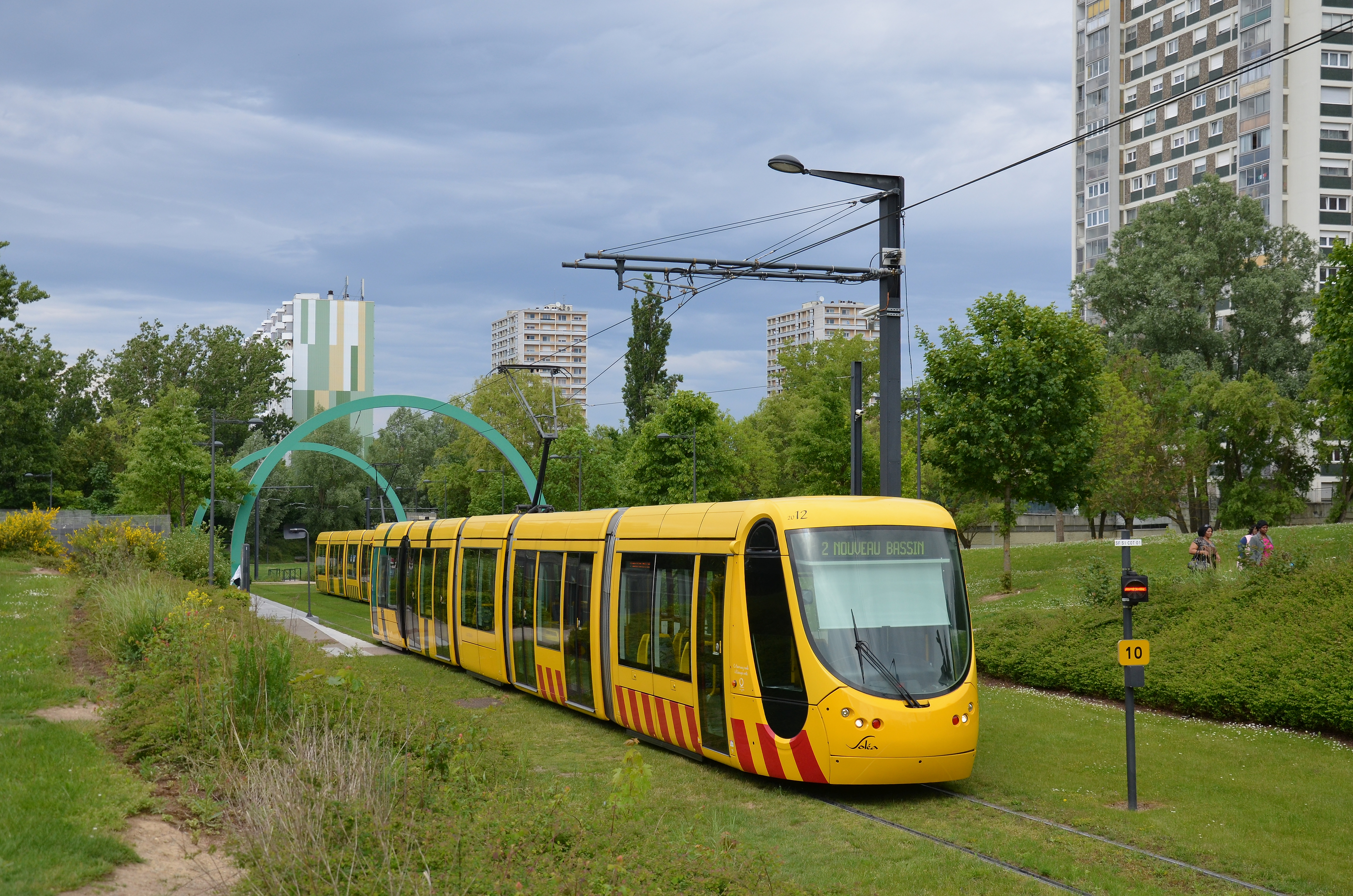
Um Citadis 302 em Mulhouse

Citadis é uma linha de bondes de piso baixo, ou veículos leves sobre trilhos, da fabricante francesa Alstom. Bondes do modelo Citadis estão em circulação em cidades como Rio de Janeiro, Paris, Barcelona, Melbourne, Roterdã, Madri, Casablanca, Jerusalém, Dublin, Nottingham e Dubai. Até 2017, mais de 2.300 bondes Citadis haviam sido vendidos. O modelo Citadis é sucessor do Tramway Français Standard, e é produzido em fábricas da Alstom em França, Espanha, Brasil e Argélia.
Entre os concorrentes do Citadis estão a linha Flexity da Bombardier, as linhas Combino, Avenio e S70/Avanto da Siemens, o Urbos da CAF, o Škoda ForCity, o Sirio da AnsaldoBreda, o TMK 2200 da Crotram, o Tramlink da Stadler Rail e os veículos leves da Kinki Sharyo.

## Características

### Alimentação
Os bondes Citadis podem operar com três tipos de alimentação: a tradicional por catenárias, ainda a mais comum, e as tecnologias mais recentes de terceiro carril, Alimentação pelo solo e supercapacitores.
A alimentação por solo, dispensando a instalação de postes e fiação aérea, foi usada pela primeira vez no início dos anos 2000 em Bordeaux, em trechos que passam pelo centro da cidade. Os sistemas de bondes de Dubai e do Rio de Janeiro foram os primeiros do mundo a utilizar a alimentação por solo em toda a sua extensão.
A alimentação por supercapacitores, combinada com a alimentação por catenárias ou por solo, permitindo ao bonde percorrer pequenos trechos (como cruzamentos ou passagens sob pontes) apenas com a energia guardada nas baterias.

## Bondes em operação

### Europa
| País          | Cidade           | Imagem | Tipo                                                                                          | Numeração da frota                                | Quantidade | Ano                      | Comprimento (m) | Largura (m) | Observações |
| ------------- | ---------------- | ------ | --------------------------------------------------------------------------------------------- | ------------------------------------------------- | ---------- | ------------------------ | --------------- | ----------- | --- |
| França        | Angers           |        | 302                                                                                           | 1001–1017                                         | 17         | 2009                     | 32,4            | 2,40        | |
| França        | Aubagne          |        | Compact                                                                                       |                                                   | 8          | 2014                     | 22              | 2,40        | Primeiro Citadis Compact |
| França        | Bordeaux         |        | 402                                                                                           | 2201–2232 2301–2306 2501–2520 2801–2804           | 62         | 2002 2003 2005 2008 2011 | 43,9            | 2,40        | |
| França        | Bordeaux         |        | 302                                                                                           | 2241–2246 2541–2546                               | 12         | 2002 2005                | 32,8            | 2,40        | |
| França        | Grenoble         |        | 402                                                                                           | 6001–6035 6036–6050                               | 49         | 2005 2009                | 43              | 2,40        | |
| França        | Le Havre         |        | 302                                                                                           |                                                   | 22         | 2011–2012                |                 | 2,40        | |
| França        | Le Mans          |        | 302                                                                                           | 1001–1034                                         | 34         | 2007 2011 2014           | 32,0            | 2,40        | |
| França        | Lyon             |        | 302                                                                                           | 0801–0847 0848–0857 0858–0870 0871–0873           | 70         | 2000 2006 2009 2010      | 32,4            | 2,40        | |
| França        | Lyon             |        | 402                                                                                           | 0874–0885                                         | 12         | 2012–2013                | 43,8            | 2,40        | Substituiu o Citadis 302 na linha 3; os Citadis 302 foram transferidos para outras linhas                                                 |
| França        | Montpellier      |        | 301                                                                                           | 2001–2028                                         | 30         | 1999–2000                | 40,9            | 2,65        | Estendido para Citadis 401 |
| França        | Montpellier      |        | 302                                                                                           | 2031–2033 2041–2064                               | 27         | 2006–2007                | 32,5            | 2,65        | |
| França        | Montpellier      |        | 402                                                                                           |                                                   | 23         |                          | 43              | 2,65        | |
| França        | Mulhouse         |        | 302                                                                                           | 01–27                                             | 27         | 2005–2006                | 32,5            | 2,40        | Dois deles (04 e 05) foram usados na Argentina, na Tranvía del Este                                                                       |
| França        | Nice             |        | 302                                                                                           | 01–20 21–28                                       | 28         | 2006–2007 2010           | 33              | 2,65        | |
| França        | Orléans          |        | 301                                                                                           | 39–60                                             | 22         | 2000                     | 29,9            | 2.32        | |
| França        | Orléans          |        | 302                                                                                           | 61–81                                             | 21         | 2010–2011                | 32,3            | 2,40        | |
| França        | Paris            |        | 302                                                                                           | 0401–0413 0414–0426 0427–0442 0442–0460 0461–0466 | 66         | 2002 2003 2008 2010 2015 | 32,2            | 2,40        | T2 |
| França        | Paris            |        | 402                                                                                           | 0301–0321 0322–0346                               | 46         | 2006 2012                | 43,7            | 2,65        | T3 |
| França        | Paris            |        | 302                                                                                           | 701–719                                           | 19         | 2013                     | 32              | 2,40        | T7 |
| França        | Paris            |        | 302                                                                                           | 801–820                                           | 20         | 2014                     | 32              | 2,40        | T8 |
| França        | Paris            |        | 405                                                                                           |                                                   | 22         | 2019–2020                | 44              | 2,65        | T9 |
| França        | Reims            |        | 302                                                                                           | 101–118                                           | 18         | 2010                     | 32,4            | 2,40        | |
| França        | Rouen            |        | 402                                                                                           |                                                   | 27         | 2011–2012                | 40–45           | 2,40        | Substituindo o TFS. É na verdade um trem ligeiro                                                                                          |
| França        | Strasbourg       |        | 403                                                                                           | 2001–2041                                         | 41         | 2005–2006                | 45,1            | 2,40        | |
| França        | Toulouse         |        | 302                                                                                           | 5001-5025                                         | 24         | 2009–2010                | 32,4            | 2,40        | |
| França        | Tours            |        | 402                                                                                           |                                                   | 21         | 2012–2013                | 43              | 2,40        | APS |
| França        | Valenciennes     |        | 302                                                                                           |                                                   | 33         | 2006                     | 33              | 2,40        | |
| Alemanha      | Kassel           |        | RegioCitadis                                                                                  | 701–718                                           | 18         | 2004–2005                | 36,8            | 2,65        | |
| Alemanha      | Kassel           |        | RegioCitadis                                                                                  | 751–760                                           | 9          | 2004–2005                | 36,8            | 2,65        | Híbrido, com motor a diesel |
| Irlanda       | Dublin           |        | 301                                                                                           | 3001–3026                                         | 26         | 2003–2004                | 40              | 2,40        | Linha vermelha; em 2007 foi estendido de 30 para 40 m                                                                                     |
| Irlanda       | Dublin           |        | 401                                                                                           | 4001–4014                                         | 14         | 2003–2004                | 40              | 2,40        | Linha vermelha (transferido da verde em 2010)                                                                                             |
| Irlanda       | Dublin           |        | 402                                                                                           | 5001–5026                                         | 26         | 2009                     | 43              | 2,40        | Linha verde |
| Países Baixos | The Hague        |        | RegioCitadis                                                                                  | 4001–4054 4055–4072                               | 72         | 2006 2011                | 36,8            | 2,65        | |
| Países Baixos | Roterdã          |        | 302                                                                                           | 2001–2060                                         | 60         | 2003                     | 31,6            | 2,40        | Unidirecional |
| Países Baixos | Roterdã          |        | 302                                                                                           | 2101–2153                                         | 53         | 2011                     | 30              | 2,40        | Unidirecional |
| Polônia       | Gdańsk           |        | NGd99                                                                                         | 1001–1004                                         | 4          | 1999                     | 26,6            | 2,35        | Chamado de Konstal NGd99, baseado na série 100                                                                                            |
| Polônia       | Katowice         |        | 116Nd                                                                                         | 800–816                                           | 17         | 2000                     | 24              | 2,35        | |
| Rússia        | Saint Petersburg |        | 301 CIS (71–801 de acordo com o sistema russo de classificação unificada de material rodante) | 8900–8902 8907                                    | 4          | 2014                     | 25,5            | 2,50        | Frente única |
| Espanha       | Barcelona        |        | 302                                                                                           |                                                   | 23         | 2004                     | 32              | 2,65        | Rede Trambaix |
| Espanha       | Barcelona        |        | 302                                                                                           |                                                   | 18         | 2007                     | 32              | 2,65        | Rede Trambesòs |
| Espanha       | Jaén             |        | 302                                                                                           |                                                   | 5          | 2010                     | 32              | 2,40        | |
| Espanha       | Madrid           |        | 302                                                                                           |                                                   | 70         | 2007                     | 32              | 2,40        | One of those types are in use on the Lidingöbanan in Stockholm for testing, and another was used in Buenos Aires on the Tranvía del Este. |
| Espanha       | Tenerife         |        | 302                                                                                           |                                                   | 20         | 2007                     | 32,2            | 2,40        | |
| Espanha       | Murcia           |        | 302                                                                                           |                                                   | 11         | 2011                     | 32              | 2,40        | |
| Turquia       | Istanbul         |        | X04                                                                                           | 801–837                                           | 37         | 2009                     | 28              | 2,65        | Able to MU |
| Reino Unido   | Nottingham       |        | 302                                                                                           | 216–237                                           | 22         | 2014                     |                 | 2,40        | NET Citadis poster |

### Oceania
| País      | Cidade    | Imagem | Tipo | Numeração da frota           | Quantidade | Ano       | Comprimento (m) | Largura (m) | Observações                                                                           |
| --------- | --------- | ------ | ---- | ---------------------------- | ---------- | --------- | --------------- | ----------- | ------------------------------------------------------------------------------------- |
| Austrália | Adelaide  |        | 302  | 201–206                      | 6          | 2010      | 32              | 2,40        | Adquiridos de Madri em 2009.                                                          |
| Austrália | Melbourne |        | 202  | 3001–3036                    | 36         | 2001–2002 | 23,0            | 2,65        |                                                                                       |
| Austrália | Melbourne |        | 302  | 5103, 5106, 5111, 5113, 5123 | 5          | 2008–2009 | 32,5            | 2,65        | Arrendados de Mulhouse em 2008, e posteriormente adquiridos pelo governo de Victoria. |
| Austrália | Sydney    |        | X05  | 001–060                      | 30         | 2019      |                 | 2,65        |                                                                                       |

### Oriente Médio
| País                   | Cidade    | Imagem | Tipo | Numeração da frota | Quantidade | Ano       | Comprimento (m) | Largura (m) | Observações |
| ---------------------- | --------- | ------ | ---- | ------------------ | ---------- | --------- | --------------- | ----------- | ----------- |
| Israel                 | Jerusalém |        | 302  |                    | 46         | 2009      |                 | 2,65        |             |
| Emirados Árabes Unidos | Dubai     |        | 402  | 001–025            | 25         | 2013–2014 |                 | 2,65        | APS         |
| Qatar                  | Lusail    |        | 302  |                    |            | 2019      |                 | 2,65        | APS         |

### América do Sul
| País    | Cidade                     | Imagem | Tipo | Numeração da frota | Quantidade | Ano  | Comprimento (m) | Largura (m) | Observações                                                                   |
| ------- | -------------------------- | ------ | ---- | ------------------ | ---------- | ---- | --------------- | ----------- | ----------------------------------------------------------------------------- |
| Brasil  | VLT Carioca Rio de Janeiro |        | 402  | 101-132            | 32         | 2016 | 44              | 2,65        | Sistema de energia mista alimentado por APS nas rotas e catenária na garagem. |
| Equador | Cuenca                     |        | 302  |                    | 14         | 2020 | 32,4            | 2,4         | Sistema de energia mista alimentado por catenária e APS                       |